# Cent-Vues
 (juillet 2020).
Si vous disposez d'ouvrages ou d'articles de référence ou si vous connaissez des sites web de qualité traitant du thème abordé ici, merci de compléter l'article en donnant les références utiles à sa vérifiabilité et en les liant à la section « Notes et références ».
Le Cent-Vues est le premier appareil photographique de petit format commercialisé en France utilisant le 35 millimètres.
Le Cent-Vues a été inventé en 1909 par le Français Étienne Mollier (1876-1962), qui le commercialisa tout de suite, à petite échelle. Cet appareil permettait de prendre d'affilée cent clichés de format 18x24 mm sur film perforé 35 mm. Trois inventeurs, dont il ne connaissait pas les travaux, l'avaient précédé : Jens Poul Andersen au Danemark (1905), Ambrosio Torino en Italie (1905) et Goertz en Allemagne (1905-1910). Le Cent-Vues obtint la médaille d'or du Concours Lépine en 1910.
L'exploitation du Cent-Vues fut interrompue par manque de moyens, puis à cause de la Première Guerre mondiale. L'appareil fut remis sur le marché en 1920. Les vues fixes obtenues au moyen du Cent-Vues, ancêtres des diapositives, pouvaient être projetées sur écran[réf. nécessaire].

## Bibliographie

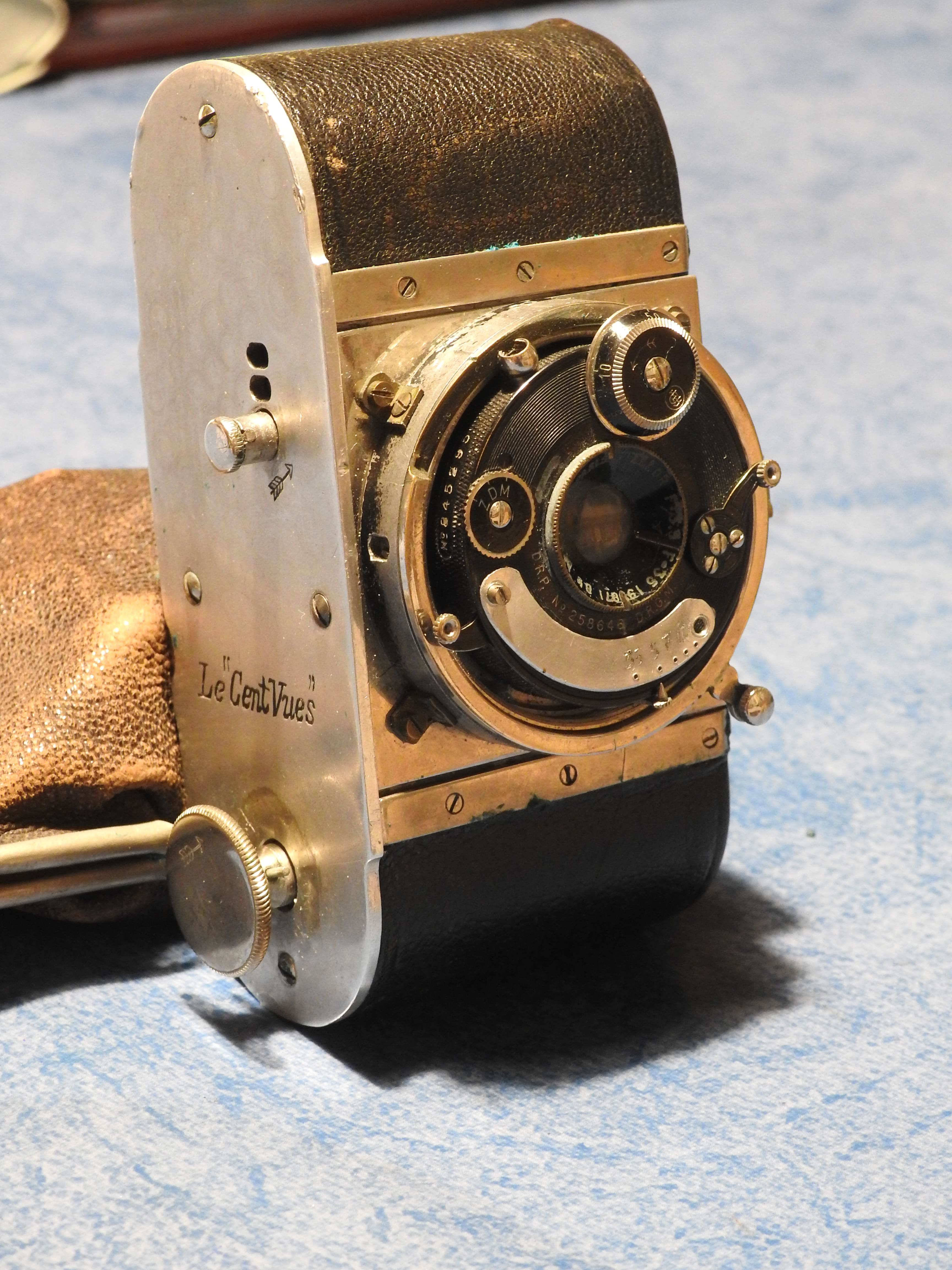
Le Cent-Vues, chargé avec du film 35 mm, prenait des photos au format 18x24 mm.